# Tephrina isogrammica
Tephrina isogrammica är en fjärilsart som beskrevs av Eugen Wehrli 1937. Tephrina isogrammica ingår i släktet Tephrina och familjen mätare. Inga underarter finns listade i Catalogue of Life.